# Назарий (Лавриненко)
Епи́скоп Наза́рий (в миру Никола́й Алексе́евич Лаврине́нко; род. 11 августа 1952, село Ивковцы, Чигиринский район, Черкасская область, Украинская ССР) — архиерей Русской православной церкви, епископ Кузнецкий и Никольский. Ранее — наместник Александро-Невской лавры (1997—2023).

## Биография
Родился в селе Ивковцы на Черкащине (Украина) в многодетной семье.
В 1974 году окончил Крымский сельскохозяйственный институт.
С 1974 по 1975 год служил в группе Советских войск в Германии.
С 1978 года работал в Центральном республиканском ботаническом саду Академии наук Украинской ССР в должности старшего инженера.
В 1982 году поступил в Ленинградскую духовную семинарию.
28 февраля 1985 года архимандритом Мануилом (Павловым) был пострижен в монашество, 3 марта рукоположён в сан иеродиакона, а 19 августа — во иеромонаха.
С марта 1986 года нёс послушание в Свято-Троицком соборе Александро-Невской лавры.
С ноября 1987 года ― настоятель Спасо-Преображенского собора города Выборга.
В 1988 году окончил Ленинградскую духовную академию; в том же году возведён в сан игумена.
С 1 января 1990 года ― настоятель подворья Казанской иконы Божией Матери Валаамского Спасо-Преображенского монастыря в Ленинграде.
С 1990 по 2009 год ― член Епархиального совета Санкт-Петербургской епархии.
В феврале 1991 года в Александро-Невской лавре возведён в достоинство архимандрита и назначен настоятелем Коневского Рождество-Богородичного монастыря.
В 1996 году назначен благочинным монастырей и подворий Санкт-Петербургской епархии.
27 декабря 1996 года назначен исполняющим обязанности наместника Свято-Троицкой Александро-Невской лавры.
17 апреля 1997 года решением Священного синода утверждён в должности наместника Свято-Троицкой Александро-Невской лавры; одновременно до 19 июля 1999 года исполнял обязанности настоятеля Коневского монастыря.

### Архиерейство
27 мая 2009 года Священный синод избрал архимандрита Назария епископом Выборгским, викарием Санкт-Петербургской епархии. В тот же день в домовом храме в честь святых отцов семи Вселенских Соборов исторического здания Синода в Санкт-Петербурге патриарх Московский и всея Руси Кирилл возглавил чин наречения архимандрита Назария во епископа Выборгского.
28 мая 2009 года в Троицком соборе Александро-Невской лавры состоялась его хиротония во епископа Выборгского, викария Санкт-Петербургской епархии, которую совершили патриарх Кирилл, митрополит Киевский и всея Украины Владимир (Сабодан), митрополит Санкт-Петербургский и Ладожский Владимир (Котляров), митрополит Минский и Слуцкий Филарет (Вахромеев), митрополит Крутицкий и Коломенский Ювеналий (Поярков), митрополит Кишинёвский и всея Молдавии Владимир (Кантарян), митрополит Екатеринодарский и Кубанский Исидор (Кириченко), митрополит Тульский и Белёвский Алексий (Кутепов), митрополит Донецкий и Мариупольский Иларион (Шукало),  архиепископ Волоколамский Иларион (Алфеев), архиепископ Берлинский и Германский Феофан (Галинский), архиепископ Саранский и Мордовский Варсонофий (Судаков), архиепископ Владивостокский и Приморский Вениамин (Пушкарь), епископ Гатчинский Амвросий (Ермаков), епископ Петергофский Маркелл (Ветров), епископ Солнечногорский Сергий (Чашин), епископ Переяслав-Хмельницкий Александр (Драбинко).
23 ноября 2010 года назначен председателем епархиального суда Санкт-Петербургской епархии.
12 марта 2013 года решением Священного синода титул изменён на «Кронштадтский».
24 августа 2023 года решением Священного Синода назначен епископом Кузнецким и Никольским. 30 августа 2023 года, встречая в лавре нового наместника епископа Вениамина (Кириллова), сказал: «Я хочу здесь перед Богом, перед святыми мощами Александра Невского, перед святынями нашей лавры вручить Вам главное сокровище — братию. Собирать братию — самое трудное. Можно золотить, реставрировать, созидать, но если не будет братии, то монастырь — всего лишь архитектурный памятник. За 27 лет, что я управляю лаврой, из восьми насельников, что я принял, число их выросло до 68».

## Награды

### Церковные
- Орден преподобного Сергия Радонежского III степени
- Орден святого преподобного Серафима Саровского III степени
- Орден преподобного Андрея Рублёва III степени
- Орден Святого Агнца I степени (Православная церковь Финляндии)
- Орден Святого благоверного великого князя Александра Невского III степени (2021 год) — во внимание к усердным архипастырским трудам и в связи с 800-летием со дня рождения благоверного князя Александра Невского[11]

### Светские
- Медаль Нахимова
- Юбилейная медаль «300 лет Российскому флоту»
- Медаль «В память 300-летия Санкт-Петербурга»
- Медаль «300 лет Балтийскому флоту» (ведомственная медаль Министерства обороны Российской Федерации)
- Медаль «70 лет Северному флоту» (ведомственная медаль Министерства обороны Российской Федерации)
- Медаль «100 лет подводному флоту»
- Знак отличия «За вклад в развитие Ленинградской области» (2012 год)[12]
- Благодарность Президента Российской Федерации (6 июня 2022 года) — за вклад в подготовку и проведение мероприятий, посвящённых 800-летию со дня рождения князя Александра Невского[13]
- Знак отличия «За заслуги перед Санкт‑Петербургом» (2022 год)[14]
- Памятный знак «350 лет Петру Великому» (2022 год)
- Знак отличия «За заслуги перед Ленинградской областью» (2022 год)[15]

## Публикации
статьи
- Будущее Рождество-Богородичного Коневского монастыря // Коневец. (Отчет семинара 1991 г.) — Хельсинки, 1992.
- вступление // Рункевич С. Г. Свято-Троицкая Александро-Невская Лавра, 1713—1913 : историческое исследование : в 2 кн. — Санкт-Петербург : Logos, 2001. Кн. 1. — 631 с.
- Городское монашество. Современное свидетельство // Церковь и время. 2002. — N 1 (18). — С. 210—219
- Объединение славянской молодежи // Диалог отечественных светской и церковной образовательных традиций : материалы Покровских чтений 2004—2005 гг. — СПб. : Изд-во РГПУ им. А. И. Герцена, 2005. — 402 с. — С. 237—239
- «Афонская Скоропослушница» на берегах Невы (к истории чудотворной иконы «Скоропослушница Невская» в Свято-Троицкой Александро-Невской Лавре) // Россия-Афон: тысячелетие духовного единства: материалы международной научно-богословской конференции; Москва, 1 — 4 октября 2006 / ред. И. С. Чичуров. — М. : Издательство Православного Свято-Тихоновского гуманитарного университета, 2008. — 480 с. — ISBN 978-5-7429-0340-6 — С. 450—453
- Слово при наречении во еп. Выборгского, викария Санкт-Петербургской митрополии // Журнал Московской Патриархии. 2009. — № 7. — С. 45-48.
- Епископ Кронштадтский Назарий: Монахом можно быть и на базаре // rg.ru, 5 декабря 2016
- Доклад на круглом столе в Александро-Невской Лавре по направлению «Древние монашеские традиции в условиях современности». — СПб., 2019. — 7 с.

редакция и составление
- Жизнь святого благоверного великого князя Александра Невского. Александро-Невская Лавра : исторический очерк / [под ред. архим. Назария (Лавриненко)]. — Санкт-Петербург : Свято-Троицкая Александро-Невская Лавра : Вера, 2004. — 96 с.
  - Жизнь святого благоверного великого князя Александра Невского. Александро-Невская Лавра : исторический очерк / [под ред. епископа Назария (Лавриненко)]. — Санкт-Петербург : Православное издательство Вера, 2009. — 96 с.
- Свято-Троицкая Александро-Невская лавра = The Holy Trinity Alexander Nevsky Lavra: [альбом] / С.-Петерб. епархия; общий редактор архим. Назарий (Лавриненко). — Санкт-Петербург : Арт Деко, 2006. — 279 с. — Текст парал. рус., англ. — ISBN 5-89576-011-2 : Б. ц.
- Свято-Троицкая Александро-Невская лавра: [книга-альбом] / С.-Петербург. епархия; [редкол.: архимандрит Назарий (Лавриненко) и др.]. — Санкт-Петербург : Арт Деко, 2012. — 415 с. — ISBN 978-5-89576-036-9
- Во имя святого князя: храмы, приделы, часовни и другие молитвенные места во имя святого благоверного великого князя Александра Невского в России и по всему миру : [альбом : в 3 кн.] / авт.-сост. еп. Кронштадтский Назарий (Лавриненко); [гл. ред. А. Зимин]. — Санкт-Петербург : НП-Принт, 2013—2015.

интервью
- «В своей собственной стране у нас большее поле для миссии и катехизации, чем в Африке» : Интервью с наместником Александро-Невской лавры / еп. Назарий (Лавриненко) ; Беседовали В. Якунцев, Л. Мусина, З. Дашевская. — Кифа № 13 (119), октябрь 2010 года // Люди Церкви: приложение к газете «Кифа»: Дайджест статей газеты «Кифа» 2007—2012 гг. — М. : Преображенское содружество малых православных братств: Культурно-просветительский центр «Преображение», 2012. — 81 с.
- Епископ Выборгский Назарий: Мне дорого все, к чему приложены труды // patriarchia.ru, 5 октября 2012
- Епископ Выборгский Назарий: Невский проспект — образ межконфессиональных отношений в северной столице // blagovest-info.ru, 29 января 2013
- Епископ Назарий: К сожалению, Благовещенская церковь до сих пор не возвращена // «Русская народная линия», 06.04.2013
- Юбилеи дают повод задуматься о том, что сделано, а что нет : Интервью с наместником Свято-Троицкой Александро-Невской лавры еп. Назарием / беседовала А. А. Наконечная // Кифа. 2013. — № 6 (160). — С. 1
- Мы не будем восстанавливать то, что чуждо монастырской жизни // Журнал Московской Патриархии. 2013. — № 4 — С. 56-59.
- Городской монастырь: свеча, которая горит для всех // monasterium.ru, 30 декабря 2013
- Монах — это служение // Журнал Московской Патриархии. 2017. — № 4. — С. 40-46
- Лучший подарок — возвращение Благовещенской церкви // Журнал Московской патриархии. 2019. — № 12 (937). — С. 40-44